# Toshiko Yuasa
Toshiko Yuasa (湯浅年子, Taito, 11 de dezembro de 1909 – 1 de fevereiro de 1980) foi uma física nuclear japonesa que trabalhou na França. Foi a primeira física japonesa.

## Vida e formação
Yuasa nasceu em Taito, Tóquio, em 1909. Seu pai foi um engenheiro que trabalhou no escritório de patentes japonês e sua mãe era de uma família literária tradicional. Toshiko foi a segunda mais nova de sete filhos. Frequentou a Divisão de Ciências da Escola Superior Normal de Tóquio (atual Universidade Ochanomizu) de 1927 até sua formatura em 1931.  Matriculou-se no Departamento de Física da Universidade Bunrika de Tóquio (atualmente Universidade de Tsukuba), tornando-a a primeira mulher no Japão a estudar física. Obteve a graduação em 1934.

## Carreira
Yuasa começou a lecionar na Universidade Bunrika de Tóquio como vice-assistente de meio período depois de se formar em 1934. Lá começou suas pesquisas em espectroscopia molecular. Em 1935 tornou-se lecturer na Tokyo Woman's Christian University, onde permaneceu até 1937. No ano seguinte foi contratada como professora assistente na Tokyo Women's Higher Normal School.
Yuasa foi inspirada pela descoberta da radioatividade artificial por Irène Joliot-Curie e Frédéric Joliot-Curie no Radium Institute em Paris. Devido às difíceis condições de pesquisa em Tóquio, Yuasa se mudou para Paris em 1940, embora a Segunda Guerra Mundial tivesse acabado de começar na Europa. Ela trabalhou com Frédéric Joliot-Curie no Collège de France, onde pesquisou as partículas alfa e beta emitidas por núcleos radioativos artificiais e o espectro de energia das partículas beta. Com sua tese, intitulada "Contribution à l'étude du spectre continu des rayons β− émis par les corps radioactifs artificiels" obteve um doutorado em 1943.
Em agosto de 1944 Yuasa foi forçada a deixar Paris para ir para Berlim. Ela continuou suas pesquisas em um laboratório na Universidade de Berlim e desenvolveu seu próprio espectrômetro de raios beta. Em 1945 ela recebeu ordens de oficiais soviéticos para retornar ao Japão; ela viajou com seu espectrômetro carregado nas costas. Ao retornar a Tóquio voltou novamente para a Tokyo Women's Higher Normal School como professora. Ela não pôde continuar sua pesquisa anterior, pois as Forças de Ocupação dos Estados Unidos proibiram a pesquisa nuclear no Japão. De 1946 a 1949 trabalhou no Nishina Center for Accelerator-Based Science e lecionou na Universidade de Quioto em 1948–1949.
Yuasa retornou à França em maio de 1949 como pesquisadora do Centre national de la recherche scientifique (CNRS), permanecendo professora licenciada da Universidade Ochanomizu. Ela decidiu ficar na França permanentemente em 1955, renunciando ao seu cargo em Ochanomizu. No CNRS começou a pesquisar o decaimento beta usando uma câmara de Wilson e publicou um artigo em 1954 alertando sobre os perigos dos testes com bombas de hidrogênio no Atol de Bikini. Foi promovida a maître de recherche (pesquisadora-chefe) no CNRS em 1957. Suas pesquisas mudaram para reações nucleares usando sincrocíclotrons por volta de 1960, e em 1962 ela recebeu um doutorado em ciências pela Universidade de Kyoto por sua tese "Étude du type d’invariant de l’interaction Gamow-Teller en désintégration β− de 6He".

## Aposentadoria, morte e legado
Yuasa aposentou-se do CNRS em 1974, mas continuou sendo pesquisadora emérita a partir de 1975. Recebeu uma Medalha com Fita Roxa do governo japonês em 1976, por seus esforços para promover intercâmbios culturais entre a França e o Japão. Foi hospitalizada em janeiro de 1980 no Centre Henri-Becquerel em Rouen. Morreu de câncer em 1 de fevereiro de 1980, com 70 anos de idade.
Yuasa recebeu postumamente a Ordem da Coroa Preciosa de terceira Classe em 1980. A Universidade Ochanomizu instituiu o Toshiko Yuasa Prize em 2002, um patrocínio para jovens mulheres cientistas viajarem para a França para avançarem seus estudos.